# Sultans of Swing
Sultans of Swing este o piesă a formației britanice de muzică rock, Dire Straits, din primul lor album de debut, Dire Straits.
1. 1 2  ISWC-Net, accesat în 11 iunie 2024